# Acrioceras
Acrioceras is een uitgestorven geslacht van ammonieten. Het geslacht behoort tot de onderklasse der Ammonoidea.